# Nechells
Nechells – dzielnica miasta Birmingham, w hrabstwie West Midlands, w Anglii, w dystrykcie metropolitalnym Birmingham. W 2011 roku dzielnica liczyła 33957 mieszkańców. W 1180 roku Nechells nazywało się Echeles; od 1339 roku nazywa się Nechells.